# دار الحاجب (القريشية)

تعديل مصدري - تعديل

دار الحاجب هي إحدى قرى عزلة قيفه آل محن يزيد بمديرية القريشية التابعة لمحافظة البيضاء، بلغ تعداد سكانها 349 نسمة حسب تعداد اليمن لعام 2004.